# Мягкий лак
Мя́гкий лак, или срывной лак (фр. vernis mou ) — разновидность тоновой гравюры на металле глубокой печати, в которой изображение создаётся не линиями и штрихами, как в штриховом офорте, а плавными тональными переходами. В отдельных случаях оттиски в этой технике напоминают акварель либо рисунок карандашом.
Техника мягкого лака относится к разновидностям «гравюры пятном». Она имеет более свободный характер, чем резцовая гравюра, офортный штрих, акватинта, лавис, меццо-тинто или пунктир.

## Техника работы
Перед работой в технике мягкого лака печатную форму — металлическую пластину из цинка, железа или меди — покрывают специальным офортным грунтом с примесью жира или сала. Художник накладывает на пластину бумагу и свободно рисует на ней карандашом или иным инструментом. От давления карандаша частицы грунта прилипают к оборотной стороне бумаги и легко снимаются вместе с ней. После этого печатная форма подвергается травлению. Цинковую пластину травят в слабом растворе азотной кислоты, медную — в растворе хлорного железа. При травлении кислота действует на доску только в местах, свободных от лака. С протравленной доски лак смывают горячей водой. В протравленные места печатной формы с помощью ракеля втирают чёрную типографскую краску. Лишнюю краску снимают, те места формы, которые должны быть самыми светлыми, дополнительно протирают тальком. Затем печатную форму накрывают специально подготовленным (слегка увлажнённым) листом толстой офортной бумаги и прокатывают на офортном печатном станке (с цилиндрическим валом). Под давлением влажная бумага вытягивает краску из протравленных штрихов и рисунок в зеркальном виде точнейшим образом переходит на бумагу. Процесс можно повторять многократно.
Иногда художники, не прибегая к травлению, используют оборотную сторону бумаги со следами мягкого лака, повторяющими оригинальный рисунок в зеркальном изображении, и с особенной, бархатистой фактурой в качестве оригинального произведения, такой способ «ручного оттискивания» по внешнему сходству и возможности получения лишь одного оттиска неверно именуют монотипией. Настоящая монотипия предполагает печать на офортном станке, хотя и без предварительного травления печатной формы.

## История
Технику мягкого лака стали применять во Франции в конце XVII — начале XVIII века. Гравюра мягким лаком напоминает рисунок карандашом или углём и для неё характерен мягкий, живописный, зернистый штрих, поэтому она вначале служила репродукционным целям. Свой художественный язык она стала приобретать только в начале XX столетия.
В России технику мягкого лака описал в начале XIX века Н. Ф. Алферов. Этой техникой пользовались в России: О. А. Кипренский, К. П. Брюллов, В. Д. Фалимов, А. Г. Венецианов, А. Е. Егоров, А. И. Иванов, А. Е. Мартынов, И. И. Теребенев, В. К. Шебуев.
Возможности мягкого лака соответствовали романтическим тенденциям развития русского академического искусства первой трети XIX века. Хотя опыты в этой технике, как и эскизирование карандашом, имели, как правило, вспомогательное значение, а чаще были просто домашним развлечением.
В начале XX века техника мягкого лака пережила краткий расцвет. Эту технику, вместе с монотипией, использовала в своей парижской мастерской Е. С. Кругликова.
Исследованием возможностей техники мягкого лака занимались бельгийские художники Фелисьен Ропс и Арман Рассенфосс.